# Marian Simion
Marian Simion (Bukarest, 1975. szeptember 14. –) amatőr világbajnok román ökölvívó.

## Eredményei
- 1996-ban ezüstérmes az Európa-bajnokságon váltósúlyban.
- 1996-ban bronzérmes az olimpián váltósúlyban.
- 1997-ben bronzérmes a világbajnokságon váltósúlyban.
- 1998-ban bronzérmes az Európa-bajnokságon váltósúlyban.
- 1999-ben amatőr világbajnok nagyváltósúlyban.
- 2000-ben ezüstérmes az olimpián nagyváltósúlyban.
- 2001-ben ezüstérmes a világbajnokságon nagyváltósúlyban.
- 2002-ben bronzérmes az Európa-bajnokságon nagyváltósúlyban.